# Dům Purkyně
Dům Purkyně, dříve jménem Ritter, znám též jako lázeňský dům Purkyně či hotel Purkyně, stojí v samém centru lázeňské části Karlových Varů v městské památkové zóně v ulici Tržiště 26/3.

## Historie
Na místě současného objektu stával od roku 1756 barokní dům s názvem Zum blauen Schwan (U modré labutě). V letech 1900–1901 zde tehdejší majitel Gottlieb Lederer nechal postavit klasický novorenesanční dům. Stavbu realizovala karlovarská stavební firma Josefa Walderta, zřejmě podle svého projektu.
V letech 1929–1930 nový majitel, bankéř Christian Schmidt, nechal dům přestavět. Projekt úprav vypracovala liberecká pobočka renomovaného ateliéru Lossow & Kühne z Drážďan. Předkladatelem plánů byl karlovarský stavitel Heinrich Johann Vieth, stavbu prováděla karlovarská stavební společnost Kubiček & Baier.

## Ze současnosti

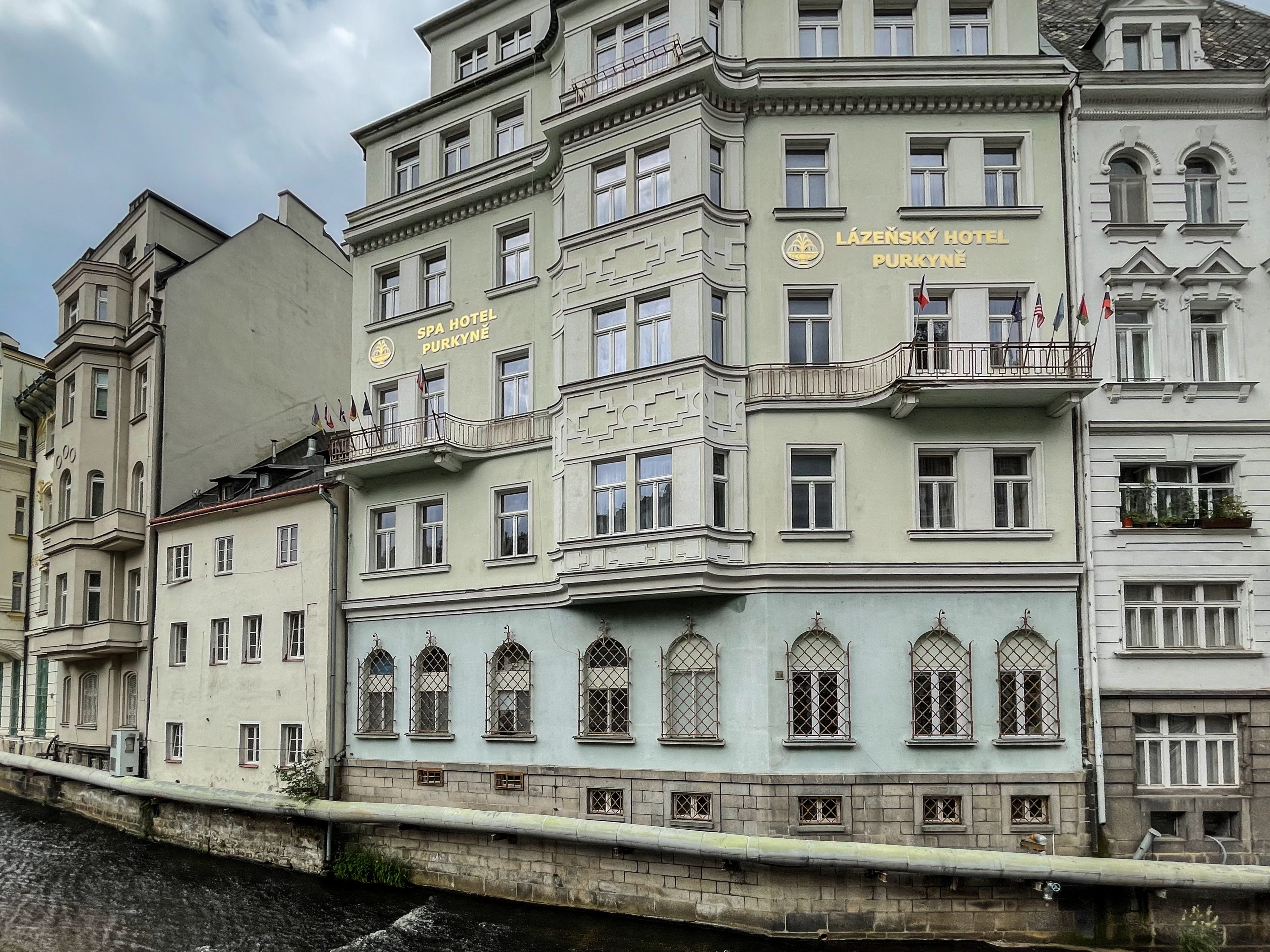
Zadní průčelí, foto z Vřídelní ulice

V roce 2014 byla budova pod názvem hotel Purkyně uvedena v Programu regenerace Městské památkové zóny Karlovy Vary 2014–2024 v části II. (tabulková část 1–5 Přehledy) v seznamu 5. Památkově hodnotné objekty na území MPZ Karlovy Vary s aktuálním stavem vyhovující.
V současnosti (prosinec 2021) je dům evidován jako objekt k bydlení v soukromém vlastnictví.

## Popis
Jedná se o výrazný šestipodlažní objekt s obytným podkrovím ve stylu barokizující moderny s prvky neoklasicismu. Na jedné straně sousedí s domem Černý orel, z druhé strany stojí dům Mattoni Trinkhalle zbudovaný podnikatelem a průmyslníkem Heinrichem von Mattoni.
Přízemí domu Purkyně (Ritter) bylo původně určeno pro bankovní provoz. Mezonetová galerie sloužila jako čítárna, v dalších patrech byly pokoje k pronajímání lázeňským hostům. V nejvyšším, čtvrtém patře se pak nacházel majitelův byt s velkým salonem.